# 盐田千春
鹽田千春（日语：塩田 千春，1972年—），日本當代艺术家，大阪岸和田市人，以行为艺术及裝置藝術創作為主。

## 家庭及教育
鹽田千春出生在大阪府，她的父母經營載魚木箱的工廠。鹽田千春在十二歲時決定要成為藝術家，父母為她的決定有些擔憂，不過仍讓她學習藝術。鹽田千春高中就讀大阪府立造形高等学校（現在的大阪府立港南造形高等学校），在1992年至1996年就讀京都精華大學美術学部的洋画科，在1993年成為坎培拉澳洲國立大學的交換學生，1997年至1999年就讀德國的布倫瑞克造型藝術學院，在1999年至2003年就讀柏林艺术大学。鹽田千春在接受Andrea Jahn訪問時，曾提到她的第一個裝置創作《成為畫》（Becoming Painting），是她用紅色釉質顏料在自己身上製成的。「參與《成為畫》的製作是自由解放的行動。這是我第一個實體的創作，用的不是充滿了技巧的藝術品，而是我整個人。」。鹽田千春在柏林時是視覺藝術家瑞貝卡·霍恩的學生，在布倫瑞克時則是南斯拉夫行為藝術家瑪莉娜·阿布拉莫維奇的學生。

## 作品
盐田千春的作品連結了行为艺术、雕塑和裝置藝術中的許多層面。她的作品以廣闊的，散佈在房間的線網及軟管網聞名，將抽象的網路和日常常見的實際物品（例如鎖匙、窗框、洋裝、鞋、船和皮箱）連結。她早期的作品是表演作品，許多是用照片及影片方式記錄，後來的大型裝置藝術則是整合了別人給她的個人物品（例如鞋子）。在她的藝術作品中，材料和頻色常有特殊的含意，其中月經也是藝術材料之一，而紅色的線象徵人與人之間的關係。盐田千春提到在她藝術形成過程中，受到瑪莉娜·阿布拉莫維奇許多的影響，而克里斯提安·波坦斯基的作品也是她後來一些裝置藝術的靈感來源。地點對她的作品有很重要的意義。她對研究心理和地理關係的地理心理學（psychogeography）非常有興趣。盐田千春用線組成的作品是因其藝術家經歷，長期在不同地方移動，後來衍生想用紗線將自己的所有物包覆起來的想法。在一次的專訪中，她提到若不是她住在柏林，她可能無法完成大型裝置藝術《A Room of Memory》（2009年）和《Memory of Skin》（2005年）。她也和編舞家和作曲家合作，例如細川俊夫、薩沙·沃爾茲和斯特凡·戈德曼。

## 延伸閱讀
- 2003:
  - Chiharu Shiota / a-i-r- laboratory / December 2003, Centre for Contemporary Art, Ujazdowski Castle, Warsaw, Poland, ISBN 83-85142-87-8
  - The Way Into Silence, solo show, Württembergischer Kunstverein Stuttgart, Hrsg: Andrea Jahn, Verlag Das Wunderhorn, ISBN 3-88423-211-8
- 2005 : Chiharu Shiota: Raum / Room, Haus am Lützowplatz Berlin, Germany, ISBN 3-934833-17-9
- 2007 : 沈黙から（來自寂靜）：日本神奈川藝術文化基金會舉辦，在神奈川縣民館的展覽展
- 2008 :
  - Chiharu Shiota, Zustand des Seins / État d´Être / State of Being, CentrePasquArt, Biel / Bienne, Suisse, Verlag für Moderne Kunst Nürnberg, ISBN 978-3-940748-44-7
  - Chiharu Shiota - Breath of the Spirit：大阪國立美術館舉辦的展覽
- 2009 :
  - Chiharu Shiota, Unconscious Anxiety, Galerie Christophe Gaillard, France
  - Chiharu Shiota - When Mind Takes Shape, lecture book of Kobe Design
- 2011 Chiharu Shiota, edited by Caroline Stummel, Gervasuti Foundation, Venice in cooperation with Haunch of Venison, Hatje Cantz,  ISBN 978-3-7757-3156-0
- 2014 Chiharu Shiota, Las líneas de la mano, Casa Asia, España, ISBN 978-1-940291-36-9
- 2019 Shiota Chiharu: The Soul Trembles, Mori Art Museum, Japan, ISBN 978-4-568-10519-3
- Heinz-Norbert Jocks: Chiharu Shiota. I hope, in: Kunstforum International, Nr. 273, Cologne 2021, p. 258-260.